# Индийско кино
Индийската филмова индустрия е най-развитата в света, като през 2002 на пазара излизат 1200 филма. Тя се радва на много голям зрителски интерес в Индия и в индийската диаспора, като билетите са сред най-евтините в света — средно по ок. 40 ст. Най-голямото филмово студио в света се намира в Индия и носи името „Рамоджи Филм Сити“. За основател на индийското кино се счита Дадасахеб Фалке.
В Индия се говорят много езици и всяка езикова общност (хинди/урду, бенгалски, канада, тамилски, телугу, малаялам) има своя филмова индустрия.
- Филмовата индустрия на хинди/урду с център Бомбай (дн. Мумбай) е известна под името Боливуд, като името имитира американския Холивуд.
- Филмовата индустрия на канада се развива в щата Карнатака в южната част на Индия и носи името Сандалуд (Sandalwood), тъй като Карнатака е известна със своите сандалови гори.
- Филмовата индустрия на тамилски е позната с названието Коливуд. Името идва от Кодамбакам + Холивуд. „Кодамбакам“ е квартал на Мадрас.
- Филмовата индустрия на телугу е известна като Толивуд.
- Филмовата индустрия на бенгалски носи името Толигандж. „Толигандж“ е квартал в Калкута.
- Боливуд прожектира и пуска повече филми от Холивуд.